# Nazionale maschile di rugby a 15 della Costa d'Avorio
La nazionale ivoriana di rugby a 15 è la selezione maschile di rugby a 15 (o Rugby union) che rappresenta la Costa d'Avorio a livello internazionale.
Attiva dal 1976, opera sotto la giurisdizione della Fédération Ivoirienne de Rugby ed è inquadrata fra le nazionali con aspirazioni di partecipazione alla Coppa del Mondo (Targeted) dall'organismo internazionale World Rugby.
La nazionale ivoriana partecipa regolarmente all'Africa Cup, la competizione continentale; nel 2019, per la mancata disputa del campionato africano causa ristrutturazione, si aggiudicò il torneo minore West African Rugby Series conteso con Ghana e Nigeria.
Tra i maggiori risultati ottenuti a livello internazionale vanta la partecipazione alla Coppa del Mondo 1995, dopo aver primeggiato nelle qualificazioni africane, in cui perse tutte e tre le partite del proprio girone contro Scozia, Francia e Tonga.
I giocatori che compongono la squadra nazionale sono comunemente noti col soprannome di Les Éléphants, in italiano: "gli elefanti".